# División de Honor 1983-1984 (hockey su pista)
La División de Honor 1983-1984 è stata la 15ª edizione del torneo di primo livello del campionato spagnolo di hockey su pista. La competizione è iniziata il 10 settembre 1983 e si è conclusa il 22 aprile 1984. Il torneo è stato vinto dal Barcellona per l'ottava volta nella sua storia.

## Stagione

### Novità
A prendere il testimone del Vilanova, dell'Alcobendas, del Tenerife e del Ripoll retrocesse dopo la stagione regolare in Primera Division vi furono, vincendo la fase finale del campionato cadetto, il Dominicos, il Piera, il CP Claret e il Molins.

### Formula
La División de Honor 1983-1984 vide ai nastri di partenza sedici club; la manifestazione fu organizzata con un girone all'italiana, con gare di andata e ritorno per un totale di 30 giornate: erano assegnati 2 punti per l'incontro vinto e un punto a testa per l'incontro pareggiato, mentre non ne era attribuito alcuno per la sconfitta. Al termine del campionato la squadra prima classificata venne proclamata campione di Spagna mentre le ultime cinque, a seguito riduzione del numero di squadre partecipanti alla División de Honor da 16 a 14, retrocedettero direttamente in Primera Division, il secondo livello del campionato.

## Squadre partecipanti
| Club            | Stagione | Città                    | Stadio                      | Stagione precedente                                 |
| --------------- | -------- | ------------------------ | --------------------------- | --------------------------------------------------- |
| Barcellona      | dettagli | Barcellona               | Palau Blaugrana             | 2º posto in División de Honor                       |
| Cerdanyola      | dettagli | Cerdanyola del Vallès    |                             | 12º posto in División de Honor                      |
| Cibeles         | dettagli | Oviedo                   |                             | 7º posto in División de Honor                       |
| Dominicos       |          | La Coruña                | Pazo dos Deportes de Riazor | 1º posto nel girone 1 in Primera Division, promosso |
| Liceo La Coruña | dettagli | La Coruña                | Pazo dos Deportes de Riazor | 1º posto in División de Honor                       |
| Molins          |          | Molins de Rei            |                             | 1º posto nel girone 4 in Primera Division, promosso |
| Mollet          |          | Mollet del Vallès        |                             | 8º posto in División de Honor                       |
| Noia            | dettagli | Sant Sadurní d'Anoia     |                             | 4º posto in División de Honor                       |
| Piera           |          | Piera                    |                             | 1º posto nel girone 2 in Primera Division, promosso |
| Reus Deportiu   | dettagli | Reus                     |                             | 3º posto in División de Honor                       |
| Reus Ploms      |          | Reus                     |                             | 11º posto in División de Honor                      |
| Sentmenat       | dettagli | Sentmenat                |                             | 9º posto in División de Honor                       |
| Tordera         | dettagli | Tordera                  |                             | 6º posto in División de Honor                       |
| Vic             | dettagli | Vic                      |                             | 10º posto in División de Honor                      |
| Vilanova        | dettagli | Vilanova i la Geltrú     |                             | 13º posto in División de Honor, ripescato           |
| Voltregà        | dettagli | Sant Hipòlit de Voltregà |                             | 5º posto in División de Honor                       |

## Classifica finale
|                   | Pos. | Squadra         | Pt | G  | V  | N | P  | GF  | GS  | DR   |
| ----------------- | ---- | --------------- | -- | -- | -- | - | -- | --- | --- | ---- |
| Spagna (bandiera) | 1.   | Barcellona      | 56 | 30 | 27 | 2 | 1  | 231 | 73  | +158 |
| [ 2 ]             | 2.   | Tordera         | 47 | 30 | 20 | 7 | 3  | 149 | 82  | +67  |
|                   | 3.   | Liceo La Coruña | 45 | 30 | 20 | 5 | 5  | 164 | 82  | +82  |
| [ 3 ]             | 4.   | Reus Deportiu   | 44 | 30 | 20 | 4 | 6  | 168 | 96  | +72  |
|                   | 5.   | Voltregà        | 42 | 30 | 19 | 4 | 7  | 173 | 104 | +69  |
|                   | 6.   | Cerdanyola      | 34 | 30 | 15 | 4 | 11 | 106 | 104 | +2   |
|                   | 7.   | Mollet          | 33 | 30 | 15 | 3 | 12 | 108 | 107 | +1   |
|                   | 8.   | Noia            | 31 | 30 | 13 | 5 | 12 | 109 | 115 | -6   |
|                   | 9.   | Cibeles         | 29 | 30 | 14 | 1 | 15 | 112 | 133 | -21  |
|                   | 10.  | Vic             | 26 | 30 | 11 | 4 | 15 | 109 | 137 | -28  |
|                   | 11.  | Piera           | 24 | 30 | 10 | 4 | 16 | 129 | 146 | -17  |
|                   | 12.  | Molins          | 22 | 30 | 9  | 4 | 17 | 87  | 110 | -23  |
|                   | 13.  | Dominicos       | 13 | 30 | 5  | 3 | 22 | 100 | 189 | -89  |
|                   | 14.  | Reus Ploms      | 13 | 30 | 5  | 3 | 22 | 85  | 155 | -70  |
|                   | 15.  | Vilanova        | 11 | 30 | 4  | 3 | 23 | 95  | 207 | -112 |
|                   | 16.  | Sentmenat       | 10 | 30 | 4  | 2 | 24 | 84  | 170 | -86  |

Legenda:
  Vincitore della Coppa del Re 1984.
      Campione di Spagna e ammessa alla Coppa dei Campioni 1984-1985.
      Eventuali squadre ammesse alla Coppa dei Campioni 1984-1985.
      Ammessa alla Coppa delle Coppe 1984-1985.
      Ammessa alla Coppa CERS 1984-1985.
      Retrocesse in Primera Division 1984-1985.
Note:
Due punti a vittoria, uno a pareggio, zero a sconfitta.